# Эйгес, Константин Романович
Константи́н Рома́нович Э́йгес (24 мая (5 июня) 1875, Богодухов, Харьковская губерния ― 2 декабря 1950, Москва) ― русский и советский композитор, пианист и педагог, философ и теоретик музыки.

## Биография
Родился в многодетной семье врача, драматурга, статского советника Рувима Манасиевича (Мнашевича) Эйгеса (1840—1926), уроженца Вильны, и переводчицы Софии Иосифовны Эйгес (в девичестве Эльцин, 1846—1910), родом из Бердичева. Образование получил в Московской консерватории (1900―1905), где занимался в классах М. М. Ипполитова-Иванова (композиция), С. И. Танеева (полифония) и А. А. Ярошевского (фортепиано). Занимался концертной деятельностью и преподаванием, среди его учеников ― Алексей Станчинский. В 1910-е выступал как музыкальный критик, написал ряд статей, посвящённых творчеству Вагнера, Танеева, Скрябина, Рахманинова, а также предисловие к переведённой на русский язык книге Иосифа Гофмана «Фортепианная игра». Входил в группу музыкантов, собиравшихся на квартире П. А. Ламма, после революции работал в Народном комиссариате просвещения, затем преподавал музыкально-теоретические дисциплины, в том числе в музыкальном училище при Московской консерватории. В 1920-е годы был заведующим Государственного музыкального техникума имени А. А. Ярошевского.
Сочинения Эйгеса написаны, в основном, для фортепиано или с его участием. Стиль ранних его работ находится под влиянием Шумана, позднее в них появляются сложные ритмические и полифонические конструкции, сочетающиеся с яркой гармонией и мелодизмом. Помимо фортепианных произведений, Эйгес также написал кантату «Песнь о вещем Олеге», симфоническую поэму «Вьюга», ряд камерных сочинений и романсов.
Автор работ по философии музыки, собранных в переиздававшиеся сборники.
Похоронен на Введенском кладбище (6 уч.).

## Семья
- Жена — Екатерина Петровна Эйгес (урождённая Козишникова, 1877—1951), врач.
  - Сыновья — композитор Олег Константинович Эйгес (1905—1992); художник Сергей Константинович Эйгес (1910—1944) — его жена Елена Густавовна Эйгес (в девичестве Тюрк), кандидат биологических наук, приходилась сестрой поэту Гюнтеру Тюрку (1911—1950).
- Сестра — педагог Надежда Романовна Эйгес (1883—1975), основательница первых в России яслей.
- Сестра — поэтесса и мемуаристка Екатерина Романовна Эйгес (1890—1958), библиотечный работник, по образованию математик, жена математика П. С. Александрова.
- Сестра — переводчица Анна Романовна Эйгес (1874—1966).
- Брат — профессор Владимир Романович Эйгес (1876—1949), философ и математик; его дочь — художница Тамара Владимировна Эйгес (1913—1991).
- Брат — музыковед и музыкальный педагог Иосиф Романович Эйгес (1887—1953).
- Брат — художник Вениамин Романович Эйгес (1888—1956).
- Брат — математик и литературовед Александр Романович Эйгес (1880—1944).
- Брат — врач Евгений Романович Эйгес (1878—1957).
- Тётя (сестра матери) — переводчица и мемуаристка, врач Мария Осиповна Эльцина-Зак (урождённая Эльцин, 1860—?).

## Публикации
- Музыка и эстетика // Золотое руно, 1906. № 5.
- Основная антиномия музыкальной эстетики // Золотое руно, 1906.
- Статьи по философии музыки. Книга 1. М.: Товарищество типографии А. И. Мамонтова, 1912.
- Очерки по философии музыки. 2-е изд. — М.: Издательское товарищество «Д. Я. Маковский и сын», 1918.
- Очерки по философии музыки. 3-е изд. — М.: Государственное музыкальное издательство, 1921.